# 一宮中入口
一宮中入口（いちのみやなかいりぐち）は、愛知県一宮市にある、名古屋高速16号一宮線のインターチェンジ。名古屋方面のみ進入可能である。北行き本線は南隣の一宮東出口までしか造られておらず、出口はない。名岐バイパス（国道22号）に接続している。岐阜方面に延伸可能な構造をしているが、現状では一宮線の北の始点である。

## 接続する道路
- 名岐バイパス（国道22号）

## 料金所
- レーン数:2
  - ETC専用:1
  - 一般:1

## 隣
名古屋高速16号一宮線
(1605,1615)一宮東出入口 - (1616)一宮中入口